# Prostituição na Roma Antiga

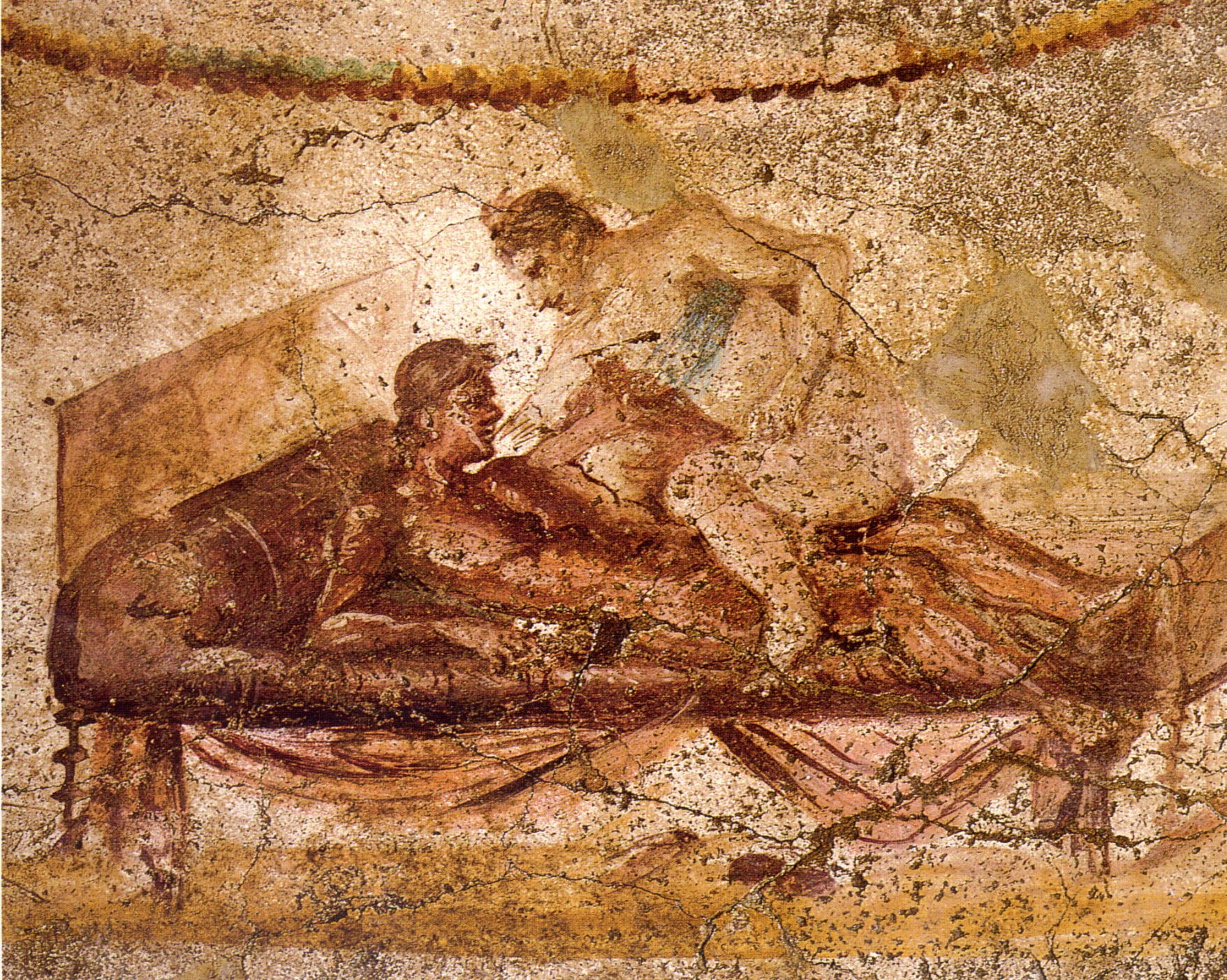
Pintura de parede do Lupanar (bordel) de Pompéia, com uma mulher que se presume ser uma prostituta vestindo um sutiã

A prostituição na Roma antiga era legal e licenciada. Na Roma antiga, mesmo homens romanos do mais alto status social eram livres para se envolver com prostitutas, sem incorrer em reprovação moral, enquanto eles demonstrassem auto-controle e moderação na freqüência no prazer do sexo. Ao mesmo tempo, a prostituição em si era considerada vergonhosa: a maioria das ´prostitutas eram escravas ou ex-escravas, ou livres por nascimento que foram relegados ao status de infame, pessoas absolutamente sem posição social e privadas de mais proteções concedidas aos cidadãos de ambos os sexos sob a lei Romana, um status, compartilhada com atores, os quais no entanto, exerceriam fascínio sexual.
A Literatura latina faz referência freqüente as prostitutas. Os poemas de Catulo, Horácio, Ovídio, Marcial, Juvenal, bem como o Satíricon de Petronio, fornecem algumas visões fictícias ou satírica de prostitutas. No mundo real as práticas estavam documentadas, através de disposições da lei Romana que regulamentavam a prostituição, e por inscrições, especialmente graffitis de Pompéia. Arte erótica em Pompeia e Herculano.

## As prostitutas

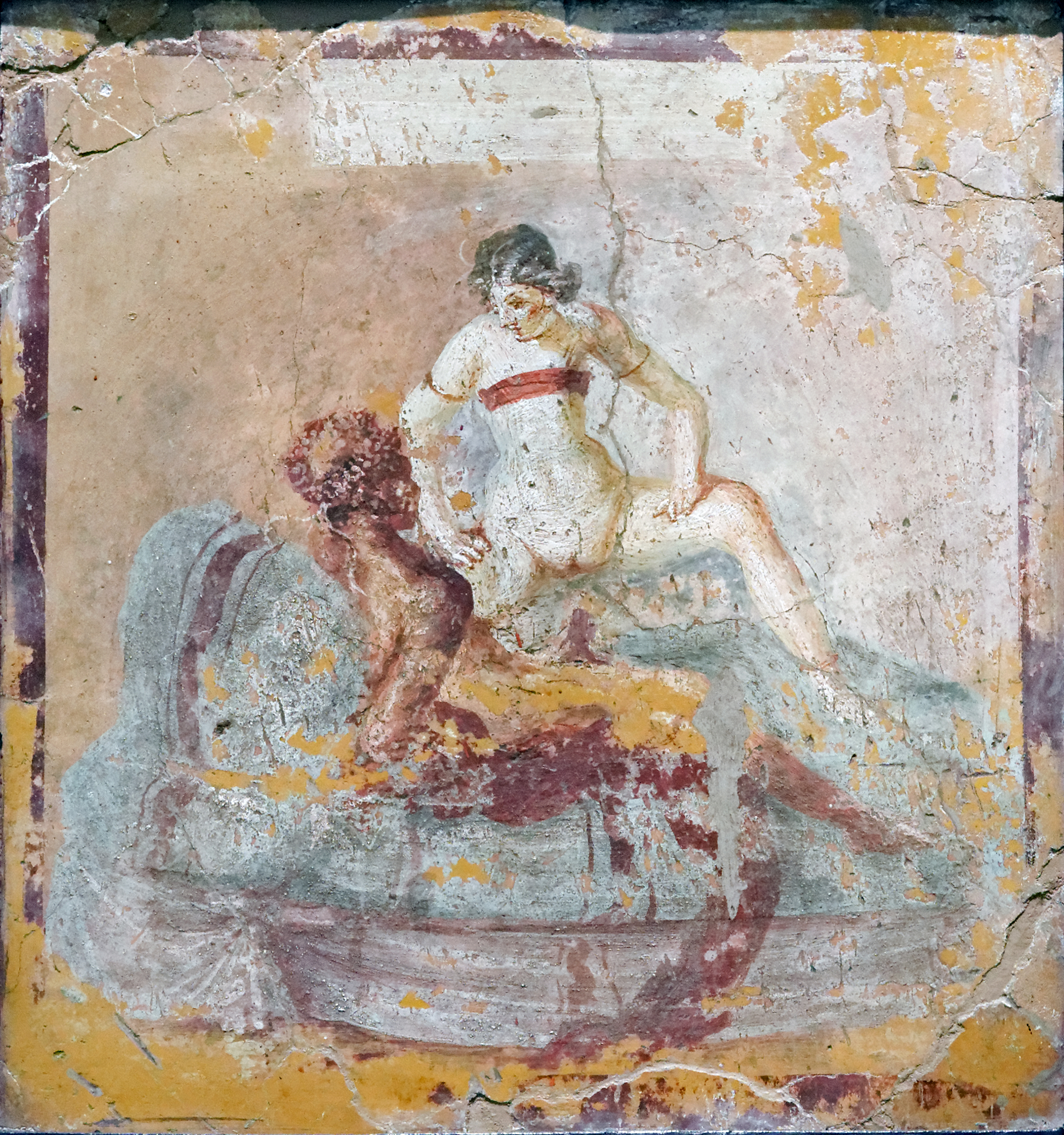
Uma cena erótica de um afresco de Pompéia, 1-50 d.C, o Secret Museum de Nápoles

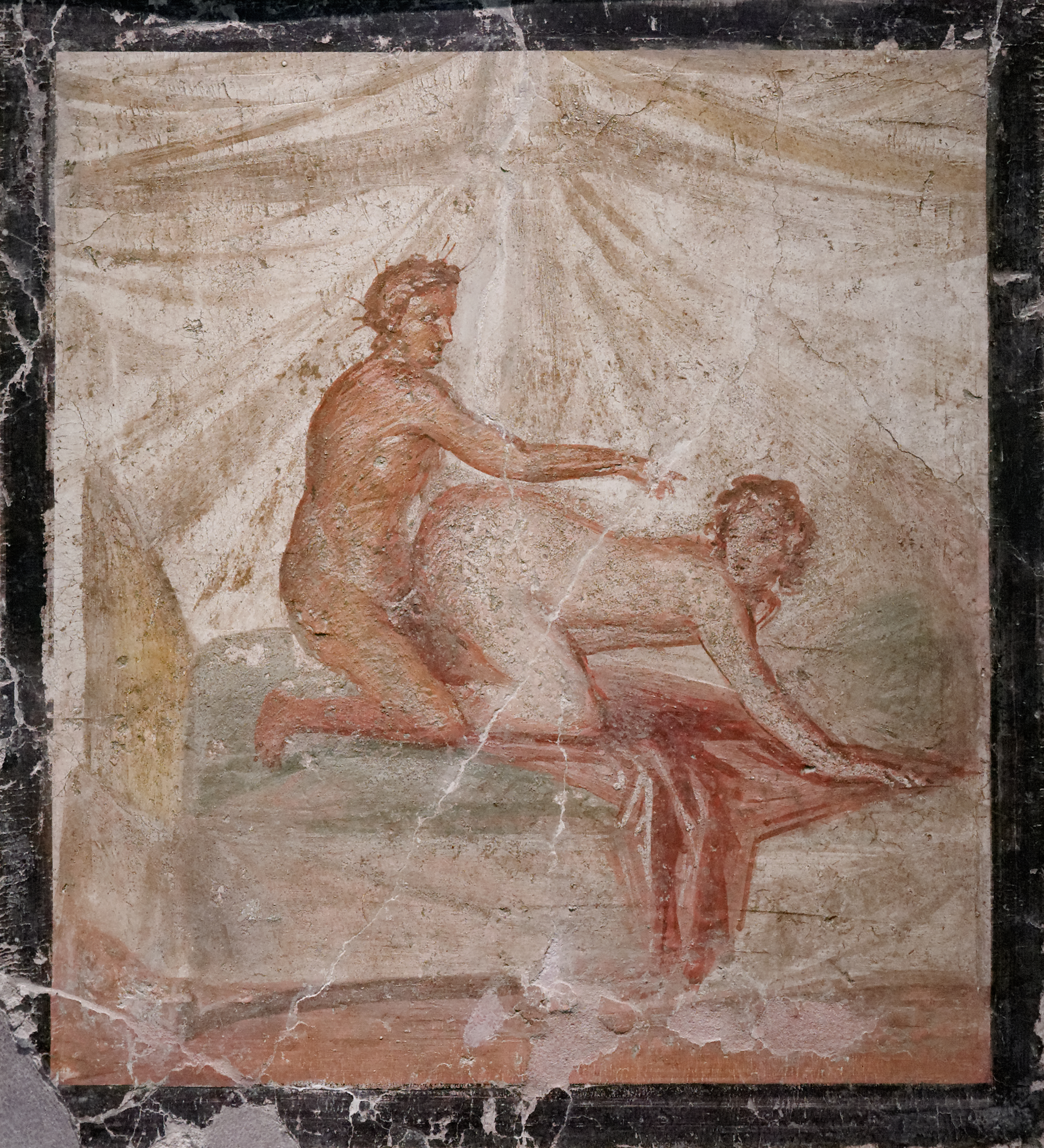
Uma cena erótica de um afresco de Pompéia, 50-79 d.C

Embora houvesse  mulheres e homens se prostituindo , as evidências para a prostituição feminina são mais amplas. Uma prostituta poderia ser autonoma e alugar um quarto para o seu ´´trabalho´´. Uma menina (puella, um termo usado na poesia como um sinônimo para "namorada" ou meretrix , e não necessariamente uma designação etária) poderia viver com um Leno ou (Lena) ou até mesmo abrir um negócio, sob a gestão de sua mãe, embora a palavra mater (Mãe) pode às vezes ser um mero eufemismo para lena.Estes arranjos sugerem a utilização da prostituição por mulheres de nascimento livre que se encontravam em situação de necessidade financeira, e tais prostitutas pode ter sido consideradas como relativamente maior prestígio.
Prostitutas também poderia trabalhar fora de um bordel ou taberna, para um proxeneta (leno) ou (lena). Contudo a maioria das prostitutas parecem ter sido escravos ou ex-escravos.

### Vestuário e aparência
Cortesãs usava espalhafatosas roupas de seda.
Algumas passagens Romano autores parecem indicar que as prostitutas apresentavam-se nuas. A nudez era associada com a escravidão, como uma indicação de que a pessoa era, literalmente, despojada de privacidade e de propriedade sobre o próprio corpo. Uma passagem de Sêneca descreve a condição da prostituta vendida como uma escrava:

Nua, ela se apresentou na praia, ao prazer do comprador; cada parte do seu corpo foi examinada e sentida. Gostaria de ouvir o resultado da venda? O pirata vendeu; o Leno a comprou, para que ele possa usar-la como uma prostituta.

No Satíricon, Petronio como narrador relata como ele "viu alguns homens andando furtivamente com prostitutas nuas". O humorista Juvenal descreve uma prostituta como nua "com mamilos dourados" . O adjetivo nudus, no entanto, pode também significar "exposto" ou despojado da roupa exterior, e os eróticos  murais de Pompéia e Herculano mostram as mulheres que se presume serem prostitutas vestindo uma roupa romana equivalente a um sutiã moderno, enquanto estão ativamente envolvidas em atos sexuais.

## Prostituição forçada

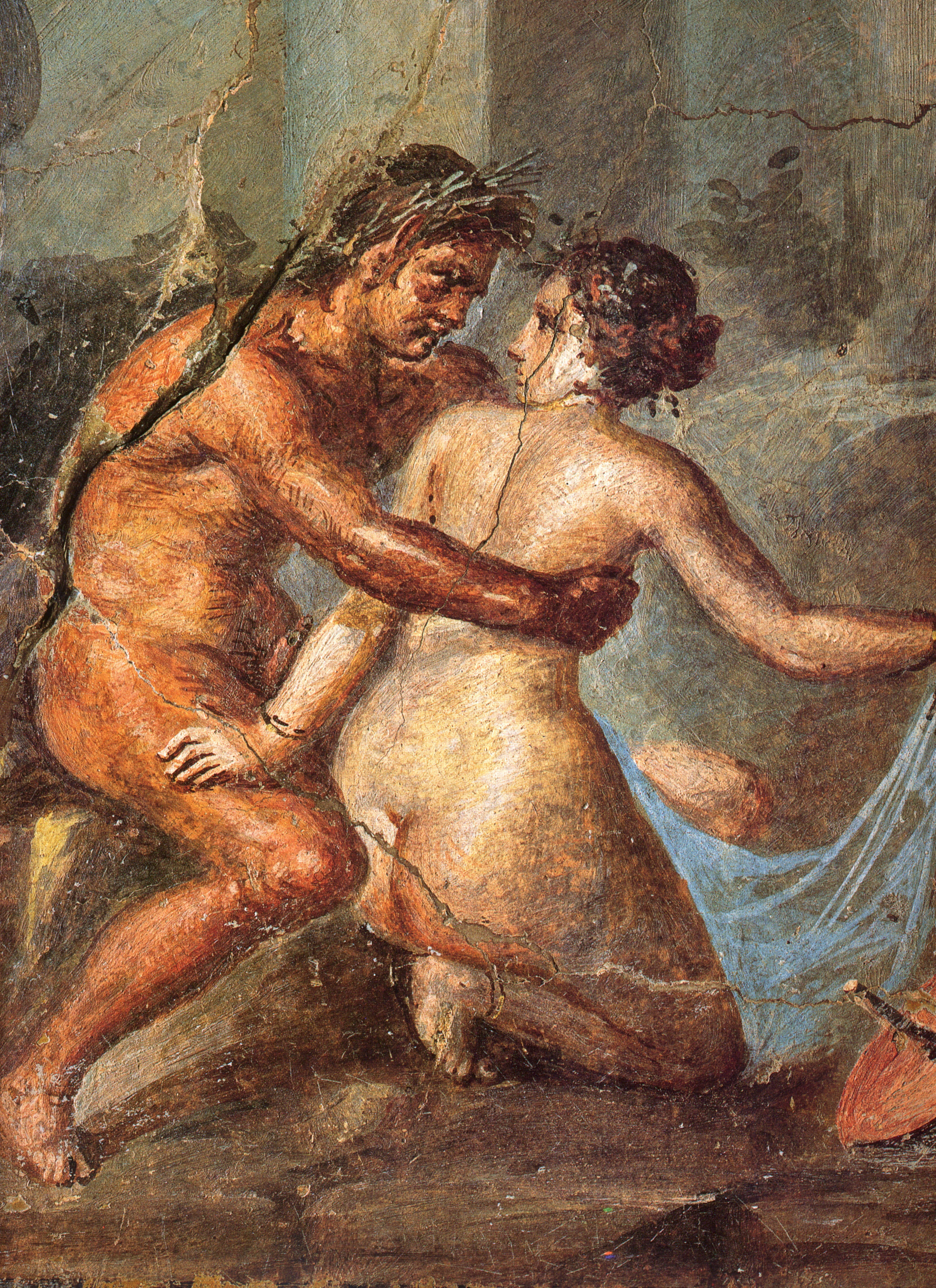
Sátiro e Bacante; fresco romano da Casa degli Epigrammi em Pompéia

A maioria das prostitutas eram escravas ou libertas, e é difícil determinar até que ponto se prostituíam voluntariamente ou foram forçadas. Porque os escravos  e escravas eram considerados propriedade, sob a lei Romana, então era legal para um proprietário empregá-las na prostituição. 
Embora o estupro fosse um crime na Roma antiga, a lei apenas punia o estupro de um escravo se ele o "danificasse", uma vez que um escravo não tinha personalidade jurídica como uma pessoa. A pena foi era fornecer ao proprietário indenização por "danos" a sua propriedade.
Há algumas evidências de que o prostitutas escravas poderiam se beneficiar do seu trabalho; em geral, os escravos poderiam ganhar seu próprio dinheiro.  
Às vezes, o vendedor de uma escrava usava uma clausula para impedi-la de ser prostituída. Esta clausula significava que, se o novo proprietário ou qualquer proprietário posteriormente utiliza-se fizesse a escrava se prostituir, ela estaria livre.

## Regulação
A prostituição era regulamentada, em certa medida, não tanto por razões morais, mas para maximizar o lucro. as prostitutas tinham que ser registradas com os edis. Ela dava o seu nome verdadeiro, sua idade, local de nascimento, e o pseudônimo sob o qual ela se prostituia. Se a menina era jovem e aparentemente respeitável, o oficial procurava por vezes influenciar ela a mudar sua escolha;e não se prostituir.
Apos se registrar o edil fazia-lhe uma "licença para a devassidão" (licentia stupri), constatando o preço que ela se exigia para seus favores, e inseria seu nome nos registros. Uma vez registrado o nome não poderia nunca ser removido.
Calígula criou um imposto sobre as prostitutas (o vectigal ex capturis). Alexandre Severo manteve essa lei, mas ordenou que tais receitas seriam utilizadas para a manutenção dos prédios públicos, que não poderiam contaminar o tesouro do estado. Este infame imposto não foi abolida até o tempo de Teodósio I, mas o crédito é devido a um homem rico chamado Florêncio, que censurou fortemente esta prática, para o Imperador, e ofereceu a sua própria propriedade, para sanar o déficit, que surgiria após a sua revogação.

## Bordéis

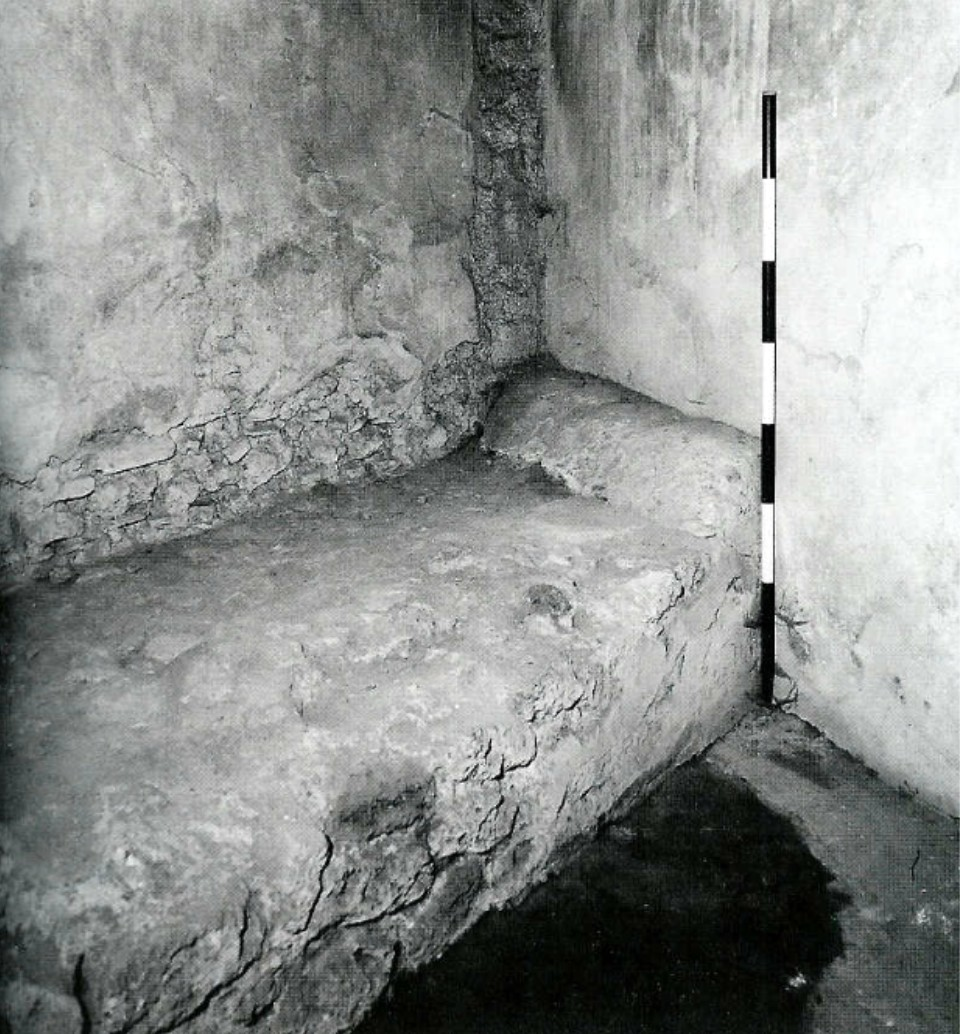
Cama em um bordel do Lupanar em Pompéia

Os Bordéis , na Roma antiga, são conhecidos a partir de fontes literárias, e evidências arqueológicas comparativas de Pompeia. Os bordeis eram comumente chamados de lupanar ou lupanarium, essa palavra surgiu a partir da palavra  lupa",  que significa "Loba", era uma palavra usada como sinônimo de "prostituta" . 
Geralmente os bordéis são descritos como extremamente sujos, com um cheiro característico de áreas com pouca ventilação e com fumaça da queima em lâmpadas, como observado em uma acusação feita por Sêneca: "você ainda fede a fuligem do bordel".
A licencença dessas casas parecem ter sido de dois tipos: aqueles que eram geridos por um proxeneta (leno) ou (lena), e aquele que era gerido apenas por uma pessoa. No primeiro, o proprietário mantinha um secretário, villicus puellarum, para as meninas. Este gestor atribuía o nome as meninas, fixaria seus preços, receberia o dinheiro assim como providenciaria roupas e outras necessidades. 
A decoração das paredes estava de acordo com o objetivo para o qual a casa era mantida, (consulte a arte erótica em Pompéia e Herculano). Sobre a porta de cada cubículo havia uma tabela (titulus) sobre a qual estava o nome do ocupante e o seu preço; o verso tinha escrito a palavra occupata ("ocupada, em serviço, ocupado") e quando a prostituta era contratada a tabela era virada de modo que a palavra no verso do tablet ficava amostra indicando que aquele quarto já estava sendo usado. Esses cubículos normalmente tinham uma lâmpada de bronze ou de barro, e algum tipo de cama fixa, sobre a qual era espalhado um cobertor ou colcha, este último, por vezes, ´podia ser usado como uma cortina. As taxas registradas em Pompéia, variam de 2 a 20 Asses, sendo uma moeda de bronze ou de cobre de valor relativamente baixo.

## Outros locais

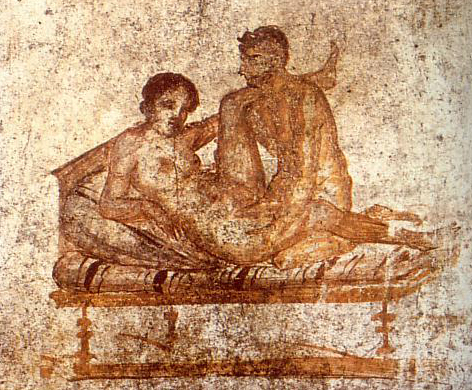
Uma cena erótica de um casal em um mural de Pompeia

Os arcos sob o circus eram um dos locais favoritos para as prostitutas ou potenciais prostitutas. Estes arcos foram chamados de "fornices", do qual deriva a palavra "fornicação",as tavernas, estalagens, casas de alojamento, cozinhas, padarias, desempenhavan um papel proeminente no submundo de Roma.
As tabernas eram geralmente considerada pelos magistrados como bordéis e as garçonetes foram considerados assim pela lei.  

## A prostituição e a religião

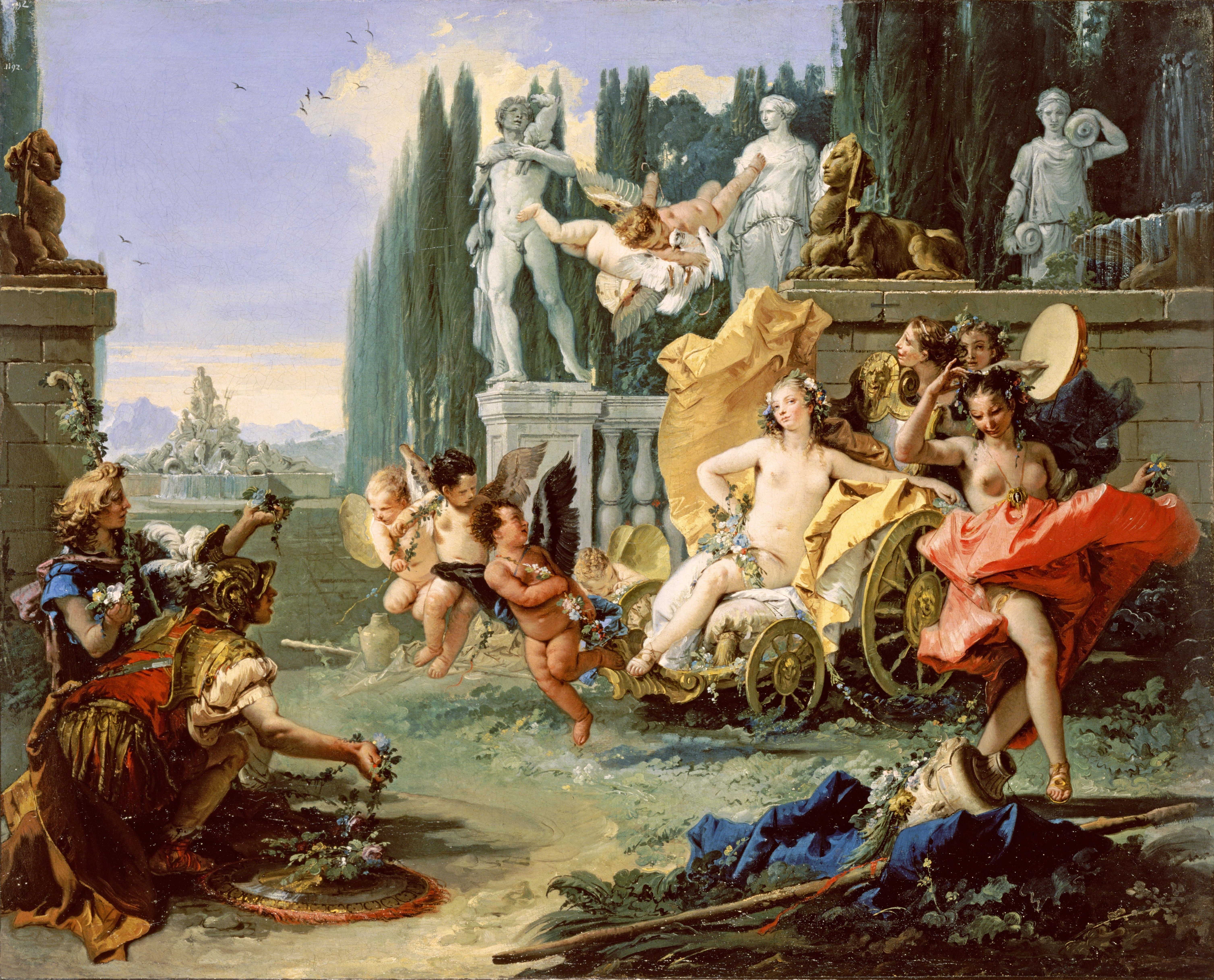
O Triunfo de Flora (ca. 1743), uma interpretação Barroca italiana com base em Ovídio, por Giovanni Battista Tiepolo

As prostitutas tinham um papel em vários antigas cerimonias religiosas, principalmente no mês de abril. No dia 1º de abril, as mulheres honravam Fortuna Virilis, no dia da Veneralia, um festival em honra a Vênus.A deusa Fortuna Virilis era cultuada exclusivamente pelas mulheres, pois estas achavam que a deusa fortuna virilis tinha o poder de esconder os defeitos das mulheres dos olhos dos homens que elas amavam.De acordo com Ovídio, prostitutas juntavam-se às mulheres casadas (matronae) no ritual de purificação e do culto a estátua da Fortuna Virilis. Normalmente, a linha que separava entre as respeitáveis mulheres e as infames era cuidadosamente desenhada: quando uma sacerdotisa andava pelas ruas, assistentes removiam prostitutas, juntamente com outras "impurezas" para fora do seu caminho.
No dia 23 de abril, as prostitutas faziam oferendas ao Templo de Vênus Ericina que havia sido dedicado  a ela nessa data em 181 a.C., como o segundo templo em Roma, a dedicado a Vênus Ericina (Vênus de Érix), uma deusa associada com as prostitutas. A data coincidia com a Vinalia, um festival de vinho. 
No dia 27 de abril, a Florália,era  realizada em honra da deusa Flora.Introduzido pela primeira vez cerca de 238 a.C., era caracterizado pela realização de dança erótica e striptease por mulheres caracterizadas como prostitutas. De acordo com o escritor Cristão Lactancios, "além da liberdade de expressão e inesgotavelmente obscenidade, as prostitutas, no da ralé, tiravam a sua roupa e agiam como mímicas, em plena vista do público, e assim elas continuavam até a completa sensação de saciedade dos espectadores, mantendo que mantinham a atenção em suas nádegas". Juvenal também se refere ao mulheres nuas dançando, e talvez a prostitutas.